# Ace Attorney (serie de televisión)
Ace Attorney, conocido en Japón como Gyakuten Saiban: Sono "Shinjitsu", Igiari! (逆転裁判 ～その「真実」、異議あり！?  lit. Giro en el juicio: ¡Protesto a esa "verdad"!), es una serie de anime producida por A-1 Pictures, basada en la serie de videojuegos del mismo nombre de Capcom. Está dirigida por Ayumu Watanabe y escrita por Atsuhiro Tomioka, con Shu Takumi , creador de Ace Attorney, como supervisor de guion. La primera temporada, que adapta los dos primeros juegos de la franquicia, Phoenix Wright: Ace Attorney y Justice for All fue transmitida en Japón de abril a septiembre de 2016, y fue transmitida simultáneamente por Crunchyroll. Una segunda temporada de CloverWorks se emitió desde octubre de 2018 hasta marzo de 2019, adaptando el tercer juego, Trials and Tribulations.

## Premisa
Basado en los tres primeros videojuegos de la serie, Ace Attorney se desarrolla en un mundo alternativo en el que el sistema judicial ha cambiado hasta el punto de que los juicios celebrados en tribunales de primera instancia deben llegar a un veredicto en un plazo de tres días. Phoenix Wright es un abogado defensor novato que trabaja bajo la tutela de su mentora, Mia Fey. Cuando Mia es asesinada, Phoenix se hace amigo de su hermana menor Maya, una médium en formación espiritual que puede canalizar los espíritus de los muertos. Acompañado por Maya, Phoenix encabeza el equipo del Bufete Wright & Co. y se pone de pie para defender a sus clientes en los tribunales, a menudo chocando las cabezas con varios fiscales, sobre todo con su amigo de la infancia Miles Edgeworth.

## Producción y lanzamiento
La adaptación de anime de Ace Attorney se anunció por primera vez durante una presentación en el Tokyo Game Show 2015. La primera temporada adapta los dos primeros videojuegos de la franquicia, Phoenix Wright: Ace Attorney y Justice for All, aunque el caso "Alzarse de las cenizas" del primer juego se omite de la adaptación. La serie fue producida en A-1 Pictures, que también produjo las escenas animadas del sexto juego principal de Ace Attorney, Spirit of Justice, y fue dirigida por Ayumu Watanabe y escrita por Atsuhiro Tomioka con diseño de personajes de Keiko Ōta y Koji Watanabe. El creador de Ace Attorney, Shu Takumi, también actuó como supervisor del guion de la serie.
El tema de apertura de los primeros 13 episodios es "Gyakuten Winner" (逆転Winner?  lit. "Turnabout Winner") de Johnny's West, mientras que el tema final es "Message" de Rei Yasuda. Del episodio 14-24, el tema de apertura es "Jinsei wa Subarashii" (人生は素晴らしい?  lit. "Life Is Wonderful") de Johnny's West, mientras que el tema final es "Jun'ai Chaos" (純愛カオス Jun'ai Kaosu?, lit. "Pure Love Chaos") de Tokyo Performance Doll.
El anime comenzó a emitirse en NNS en todo Japón a partir del 2 de abril de 2016, reemplazando a Kindaichi Case Files R en su franja horaria inicial. La serie fue transmitida simultáneamente por Crunchyroll, con múltiples pistas de subtítulos que presentaban tanto los nombres originales japoneses como los nombres localizados en inglés. Funimation distribuyó la serie en Norteamérica y lanzó el primer juego de Blu-ray y DVD el 23 de enero de 2018.
Una segunda temporada de CloverWorks adapta el tercer juego de la franquicia, Trials and Tribulations, así como "El caso perdido", el único caso del segundo juego que no fue adaptado en la primera temporada. La temporada se emitió del 6 de octubre de 2018 al 30 de marzo de 2019, y Takumi regresó como colaborador. Para los primeros doce episodios de la temporada, el tema de apertura es "Never Lose" de Tomohisa Yamashita, mientras que el tema final es "Starting Blue" (スターティングブルー?) de Halca. A partir del episodio trece, el tema de apertura es "Reason" de Yamashita, mientras que el tema final es "Beautiful Days" (ビューティフルデイズ?) de Coalamode. Una precuela especial de una hora fue transmitida el 19 de enero de 2019. Funimation produjo un doblaje en inglés tal y como se emitió.
Una adaptación de manga de Naoyuki Kageyama fue publicada en la revista V-Jump de Shueisha desde marzo de 2016 hasta julio de 2017. También se ha recopilado en tres volúmenes.

## Recepción
Jacob Chapman, de Anime News Network, dijo que la recepción popular fue "sometida en el mejor de los casos y ultrajada en el peor, de una manera normalmente reservada para adaptaciones radicalmente alteradas". Chapman criticó la calidad de la animación, calificándola de "constantemente fuera de modelo y de presentación de diapositivas -mínima pero, al menos, observable", a la vez que se mostró más receptivo a la recreación fiel de la adaptación de los acontecimientos del juego y a la eliminación de "gags y detalles extraños". Añadió que si bien la adaptación "[hace] lo mejor para adaptarse de manera beneficiosa", no consigue reproducir el "impacto sorprendentemente poderoso" de jugar los juegos y experimentar de primera mano las complejidades de los personajes.